# Devana
Devana je bila slovenska boginja čije su funkcije najsličnije grčkoj Artemidi i rimskoj Dijani. S obzirom na to da su imena Devane i Dijane veoma slična smatra se da su Sloveni ovo božanstvo primili od Rimljana. Njeno dugo ime Dziewona, odnosno, Dzevana, kako su je zvali Poljaci, još više podseća na ime rimske boginje lova što je jedan argument više u prilog teoriji da Devana nije izvorno slovensko božanstvo.

## Poreklo
Verovanje u prvobitnu boginju sličnu Devani postojalo je odvajkada na ovim prostorima. Stanovnici Balkana klanjali su se Šumskoj Majci, gospodarici šuma i šumskih bića. Upravo su Dijana i Devana šumske boginje, zaštitnice divljih životinja i boginje lova.

## Osobine
Samo ime Devane sadrži u sebi ovu odliku jer ona je deva, devica ili mlada devojka. Boginja šume svakako označava ženu koja u sebi još ima nešto divlje i neobuzdano, budući da se još uvek nije predala muškarcu. Njena sveta životinja bila je kobila, a ona sama se smatra boginjom-kobilom. Na planini Devici, koja je očigledno povezana sa Devanom, nađen je kamen na kome se nalazi slika kobile. Aleksandra Bajić smatra da se u srpskim epskim pesmama Devana pojavljuje kao majka Miloša Obilića za čije prezime — Obilić znamo da potiče od prezimena Kobilić. Neki mitolozi poput Aleksandre Bajić smatraju da je Devana bila Velesova žena.

## Toponimija
Devana je prevashodno zastupljena u običajnosti i kultu kod zapadnih Slovena, pa tako su kod zapadnih Slovena češći i toponimi, tako se u Češkoj mogu naći tri toponima sa imenom Devin, jedan kod Bratislave, gde se uliva Morava u Dunav. Međutim, takođe postoji i u Srbiji planina Devica kod Sokobanje.